# ネリカ

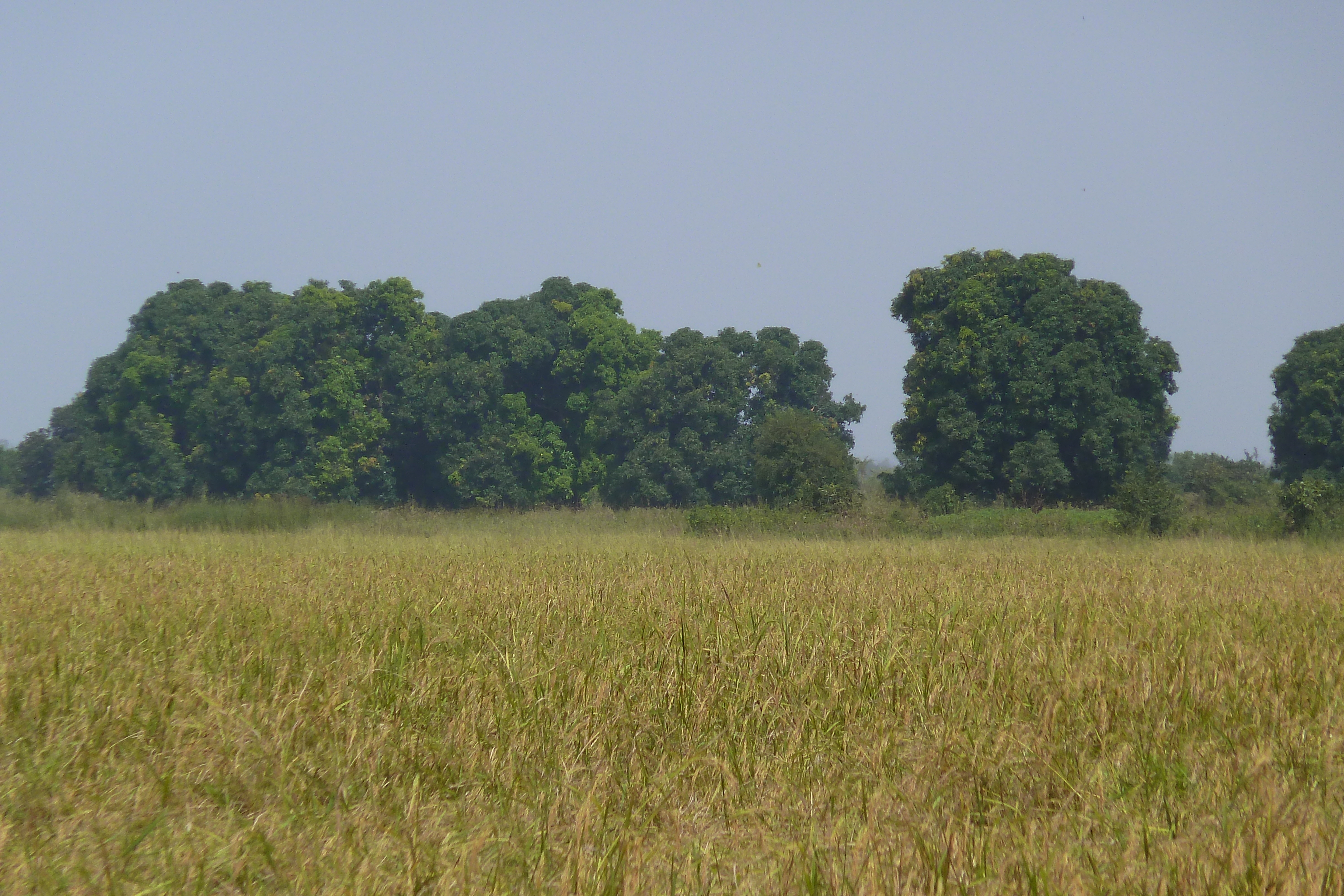
マリ共和国でのネリカの栽培風景

ネリカ（英語：NERICA, NEw RICe for Africa）は、アフリカの食糧事情を改善することを目的に開発されたイネ品種の総称。アジアイネ(Oryza sativa)を母親として、アフリカイネ(Oryza glaberrima)の花粉を掛け合わせた種間雑種から育成された。アジアイネの高収量性と、アフリカイネの耐乾燥性・耐病虫性などを併せ持つ。2008年時点で、陸稲18品種が普及に移されている。水稲についても普及が始まっており、陸稲以上に生産性向上に寄与することが期待されている。2006年6月段階で、60種類の水稲品種がアフリカ稲センター(WARDA)から発表されている。なお、"rice"と「米」の重複表記であるため「ネリカ」のみの表記で良いが、「ネリカ米」とも表記される。

## 開発の背景
アフリカのサハラ砂漠以南地域（サブサハラ）では、1970年代から食糧としての米の重要性が高まっている。国際食糧政策研究所による2006年の報告でも、「イネは多くの国において最も大きい生産者利益を生み出しうる作物として、大きな可能性を持っており、コメは地域全体の戦略的な生産品である」と指摘されている。この地域では、年々、生産性および生産量の増加は見られるが、個人あたりの消費量も増加しており、不足分を他の地域から輸入している状態が続いている。そこで、育種の面から米の増産を図るため、従来のイネの品種改良では達成できなかった特性を持つ品種として、ネリカの開発が開始された。

## 特長（陸稲品種）
従来のイネ品種（アフリカイネ、アジアイネ）と比較して有利な点は、次の通りである。
- 肥料を与えない場合でも、従来のアフリカイネより収量が多い（50%増）。肥料を与えると更に多収になる（最大200%以上）。
- 米にタンパク質を多く含む。親となったアフリカイネ・アジアイネのタンパク質含量は 8%程度、ネリカはそれよりも 2%ほどタンパク質含量が高い。
- 在来のアジアイネは栽培期間が120-140日間であるのに対して、ネリカの栽培期間は90-100日間である。栽培期間が30-50日程度短縮される。しかし、栽培試験結果からは初期の生育速度が遅くアフリカイネ程の雑草との競争優位性は持っていないと報告されている[9]。
- 乾燥や病害虫に対する耐性を持っている。

## 普及活動
ネリカは、アフリカ稲センター（当時は「西アフリカ稲開発協会」、WARDA）による農民参加型の品種選択法（PVS, Farmer's participatory varietal selection）を通じて、農民自身による評価・選択を介して普及が進んでいる。この試みは、1994年にコートジボワールで開始された。具体的には、普及候補となる数十品種を試験展示圃場で栽培し、生育期間中に何度も農民を招待して、観察・選択をしてもらう。2年目、3年目には、農民は自分の畑で候補品種を試験的に栽培して、農民自身の最終判断を下す。2006年時点では、WARDAおよびアフリカ稲イニシアティブ(African Rice Initiative)が原々種の生産・配布にあたっているが、将来的には参加各国の研究機関等が種子の生産・配布を担う必要があると指摘されている。2007年時点で、ネリカ品種はアフリカ・サハラ砂漠以南地域（サブサハラ）の17カ国で栽培されている。なお、品種の普及にあたっては、種子の品質および量の確保が問題となっている。

## 品種開発過程
アフリカイネは、3500年以上前にアフリカで品種化され、現地に適応した特性を持つ。しかしながら収量や栽培管理の面では、アジアイネの方が優位であり、450年ほど前から徐々にアジアイネの栽培がアフリカでも広がっていた。
ネリカの親となった2種類のイネは、異なる生物種である。その祖先野生種も異なり、アフリカイネ Oryza glaberrimaはアフリカに自生する O. barythiiから、アジアイネ O. sativaはアジアに自生するO. rufipogonから、それぞれ栽培化されたと考えられている。そのため、この2生物種の間で雑種を作った場合、不稔（結実率が低くなる）などの問題があった。
以下に、2008年時点で栽培されているネリカが、どのように育種されたかを説明する。しかしながら、育種の手法は様々なものがあるので、それ以外のネリカも同様の手法で育成されるわけではないことには留意が必要である。
WARDAでは、交雑を行う前に、まず親とするアフリカイネの選定を行った。1991年と1992年の2年間に1130系統のアフリカイネを栽培し、諸特性、特に雑草との競争に優れた8系統を選び出した。1992年に、陸稲タイプのアジアイネ5品種を母親として、アフリカイネの花粉を受粉させた。受精胚の生存率を上げるため、一部では胚培養（受精胚の人工培養）を行い雑種を作成した。この雑種に、さらにアジアイネを2回戻し交雑（水稲では4回）し、アジアイネに近づけた。この雑種後代を固定させるため、葯培養による半数体を倍加し、最終的に各性質に優れた系統を作出した。
こうして選ばれた系統が、さらに前述の農民参加型の品種選択法を経て、ネリカ品種群として普及に移されることになった。

## 低地用ネリカ（水稲）
陸稲を含め、畑地では同一作物の連作が続くと土壌の疲弊や連作障害が起こる。したがって、通常は畑作では輪作や休耕を行う。一方、水田稲作は、適切な施肥を行えば、湛水条件で連作が可能な農法である。しかしながら、アフリカで栽培されていたアジア型水稲では、土壌の鉄過剰による障害、雑草との競争、ウィルス病や水ストレス（乾燥・河川氾濫）の面で、アフリカイネに劣っていた。そこで、畑作用ネリカ（陸稲）に次いで、低地用ネリカ（水稲）の開発が行われた。アジアイネとしては国際稲研究所で育成されたインディカ型の品種が用いられた。
アフリカ在来の水稲の通常の収量は 1ヘクタールあたり1.5トン未満であったのに対し、育成された低地用ネリカでは 1ヘクタールあたり 6-7トンの収量を示す能力が示された。また、これらの品種を用いた二期作を行うことも期待されている。

## 資料
- アフリカの飢餓を救うネリカ米(PDF)（国際連合開発計画）
- 二口浩一（2001年）『西アフリカ稲開発協会の研究・普及活動[リンク切れ]』日本作物学会紀事。第70巻、115ページ。
- 農林水産省 - 平成18 年度第7 回食料・農業協力講演会「ネリカ米育成の背景と特性、普及の現状と展望」概要(PDF)
- 外務省 - ネリカ米の普及に対する支援(PDF)
- 金田忠吉、「NERICAの育成ならびに普及への努力 (2) 陸稲の重要形質に関する評価について」『熱帯農業』 51巻 2号 2007年 p.41-45, doi:10.11248/jsta1957.51.41
- 坪井達史、「アフリカにおけるネリカ米栽培技術の確立と技術普及」『熱帯農業研究』 平成24年度日本熱帯農業学会磯賞特別講演要旨 2012年 5巻 2号 p.183-190, doi:10.11248/nettai.5.183